# Коптюг Валентин Панасович
Валентин Панасович Коптюг (9 червня 1931, Юхнов, тепер Калузької області, Росія — 10 січня 1997, Москва) — радянський і російський вчений в галузі органічної хімії, директор Інституту органічної хімії імені Ворожцова в Новосибірську, віцепрезидент АН СРСР (РАН) — голова Сибірського відділення АН СРСР (РАН). Член Центральної Ревізійної комісії КПРС у 1981—1986 роках. Кандидат у члени ЦК КПРС у 1986—1989 роках. Член ЦК КПРС у 1989—1991 роках. Член Російського бюро ЦК КПРС у 1989—1990 роках. Член Президії ЦК (ЦВК) КПРФ з 20 березня 1993 року по 10 січня 1997 року. Депутат Верховної Ради СРСР 11-го скликання. Доктор хімічних наук (1966), професор (1968). Член-кореспондент Академії наук СРСР (з 1968). Академік Академії наук СРСР (Російської академії наук) (з 15.03.1979). Герой Соціалістичної Праці (22.05.1986).

## Життєпис
Народився в родині службовців. Батько був репресований в 1938 році. На початку німецько-радянської війни родина змушена була евакуюватися в місто Самарканд Узбецької РСР, де Валентин Коптюг у 1949 році закінчив середню школу із золотою медаллю. Як медаліст він намагався поступити до Московського державного університету імені Ломоносова, але не був зарахований через репресованого батька.
У 1949—1954 роках — студент Московського хіміко-технологічного інституту імені Менделєєва, який закінчив з відзнакою.
У 1957 році, закінчивши аспірантуру в тому ж інституті, захистив дисертацію на здобуття наукового ступеня кандидата хімічних наук. З 1957 по 1959 рік працював інженером, молодшим науковим співробітником лабораторії проблем ізотопів Московського хіміко-технологічного інституту.
У 1959 році Валентин Коптюг приїхав в Новосибірське академмістечко, де починалося створення найбільшого наукового центру за Уралом — Сибірського відділення АН СРСР. Розпочав роботу в Новосибірську на посаді молодшого наукового співробітника Новосибірського інституту органічної хімії.
Член КПРС з 1961 року.
З 1963 року завідував лабораторією механізму органічних реакцій, з 1975 року — відділом фізичної органічної хімії Інституту органічної хімії імені Ворожцова в Новосибірську.
З 1966 по 1993 рік — завідувач кафедри органічної хімії, професор Новосибірського державного університету. З 1971 року працював у Науково-інформаційному центрі з молекулярної спектроскопії.
У 1978—1980 роках — ректор Новосибірського державного університету.
З 6 березня 1980 по 10 січня 1997 року — віцепрезидент АН СРСР (РАН) — голова Сибірського відділення АН СРСР (РАН).
Указом Президії Верховної Ради СРСР від 22 травня 1986 року за великі заслуги в розвитку радянської науки і підготовці наукових кадрів академіку АН СРСР Коптюгу Валентину Панасовичу присвоєно звання Героя Соціалістичної Праці з врученням ордена Леніна і золотої медалі «Серп і Молот».
У 1985 — 1995 роках був головним редактором наукового журналу «Успехи химии».
Одночасно у 1987 — 10 січня 1997 року — директор Інституту органічної хімії імені Ворожцова в Новосибірську.
Наукові напрямки, в яких працював вчений — це фізична, синтетична і прикладна органічна хімія, а також використання математичних методів для вирішення хімічних завдань. Автор понад 300 наукових праць, трьох монографій. На його рахунку 30 авторських свідоцтв і 5 зарубіжних патентів.
Коптюг був іноземним членом академій наук Болгарії, Індії, Монголії, Чехословаччини, Білорусі; віце-президентом, а потім президентом Міжнародного союзу теоретичної і прикладної хімії. Він був віце-президентом Наукового комітету з проблем навколишнього середовища Міжнародної ради наукових союзів, членом Консультативної ради при Генеральному секретареві ООН зі сталого розвитку.
Помер 10 січня 1997 року в Москві. Похований на Південному цвинтарі міста Новосибірська.

## Нагороди і звання
- Герой Соціалістичної Праці (22.05.1986)
- два ордени Леніна (8.06.1981, 22.05.1986)
- орден Трудового Червоного Прапора (17.09.1975)
- орден «Знак Пошани» (29.04.1967)
- орден «Полярна зірка» (Монголія) (1982)
- орден Кирила і Мефодія І ст. (Болгарія) (1989)
- медалі
- Ленінська премія (1990)
- Почесний громадянин міста Новосибірська (6.06.1996)